# Sankanje na Zimskih olimpijskih igrah 1984
Sankanje na Zimskih olimpijskih igrah 1984.

## Dobitniki medalj

### Moški
| Tekma  | Zlato                                                       | Srebro                                                | Bron                                                        |
| Enosed | Paul Hildgartner                                            | Sergeij Danilin                                       | Valerij Dudin                                               |
| Dvosed | Zvezna republika Nemčija Hans Stangassinger Franz Wembacher | Sovjetska zveza Jevgenij Belousov Aleksander Beljakov | Nemška demokratična republika Jörg Hoffmann Jochen Pietzsch |

### Ženske
| Tekma  | Zlato         | Srebro          | Bron      |
| Enosed | Steffi Martin | Bettina Schmidt | Ute Weiss |